# 잔루카 페골로
잔루카 페골로(이탈리아어: Gianluca Pegolo, 1981년 3월 25일 ~ )는 현재 세리에 A팀 사수올로에서 뛰고있는 이탈리아의 축구 선수이다.

## 클럽 경력
페골로는 자유 이적을 통해 2007년 7월 6일에 제노아로 이적하였다. 하지만 그는 2007년 8월 31일에 만토바로 떠났고 2008년 8월에 훌리오 세사르 데 레온 그리고 알레산드로 루카렐리와 함께 또다른 세리에 B팀 파르마에 입단했다. 이적후 페골로는 니콜라 파바리니의 백업 키퍼로서 활약하였다.

### 시에나
2009년 6월 29일, 페골로는 100만 유로에 시에나로 이적하였다. 같은날에 제노아는 650만 유로에 우싱 카르자를 영입했다. 시에나는 또한 6월 26일에 150만 유료에 마누엘 코폴라의 권리 50%를 구매하였다. 그래서 페골로는 페르디난도 코폴라의 백업 선수로 활약했다(2011–2012 시즌에는 젤코 브르키치의 백업).